# Giải Quả cầu vàng cho nữ diễn viên điện ảnh phụ xuất sắc nhất
Giải Quả cầu vàng cho nữ diễn viên điện ảnh phụ xuất sắc nhất là một trong các giải Quả cầu vàng của Hiệp hội báo chí nước ngoài ở Hollywood trao hàng năm cho vai diễn phụ của một nữ diễn viên trong một phim được cho là xuất sắc nhất. Giải này được bắt đầu trao từ năm 1944.
Tên giải thường thay đổi từ khi thành lập và tới năm 2005 thì chính thức mang tên: "Diễn xuất sắc nhất bởi một nữ diễn viên trong vai phụ trong một phim" (Best Performance by an Actress in a Supporting Role in a Motion Pictur).
Dưới đây là danh sách các người đoạt giải và các người được đề cử theo từng năm:

### Thập niên 1940
- 1944 – Katina Paxinou, For Whom the Bell Tolls
- 1945 – Agnes Moorehead, Mrs. Parkington
- 1946 – Angela Lansbury, The Picture of Dorian Gray
- 1947 – Anne Baxter, The Razor's Edge
- 1948 – Celeste Holm, Gentleman's Agreement
- 1949 – Ellen Corby, I Remember Mama

### Thập niên 1950
- 1950 – Mercedes McCambridge, All the King's Men
- 1951 – Josephine Hull, Harvey
- 1952 – Kim Hunter, A Streetcar Named Desire
- 1953 – Katy Jurado, High Noon
- 1954 – Grace Kelly, Mogambo
- 1955 – Jan Sterling, The High and the Mighty
- 1956 – Marisa Pavan, The Rose Tattoo
- 1957 – Eileen Heckart, The Bad Seed
- 1958 – Elsa Lanchester, Witness for the Prosecution
- 1959 – Hermione Gingold, Gigi
- 1960 – Susan Kohner, Imitation of Life

### Thập niên 1960
1960: Janet Leigh – Psycho vai Marion Crane
- Ina Balin – From the Terrace
- Shirley Jones – Elmer Gantry vai Lulu Bains †
- Shirley Knight – The Dark at the Top of the Stairs vai Reenie Flood
- Mary Ure – Sons and Lovers vai Clara Dawes

1961: Rita Moreno – West Side Story vai Anita †
- Fay Bainter – The Children's Hour vai Amelia Tilford
- Judy Garland – Judgment at Nuremberg vai Irene Hoffman Wallner
- Lotte Lenya – The Roman Spring of Mrs. Stone vai Contessa
- Pamela Tiffin – One, Two, Three vai Scarlett Hazeltine

1962: Angela Lansbury - The Manchurian Candidate vai Mrs. Iselin
- Patty Duke - The Miracle Worker vai Helen Keller †
- Hermione Gingold - The Music Man
- Shirley Knight - Sweet Bird of Youth vai Heavenly Finley
- Susan Kohner - Freud
- Gabriella Pallotta - The Pigeon That Took Rome
- Martha Raye - Billy Rose's Jumbo
- Kay Stevens - The Interns
- Jessica Tandy - Hemingway's Adventures of a Young Man
- Tarita Teriipia - Mutiny on the Bounty

1963: Margaret Rutherford - The V.I.P.s vai The Duchess of Brighton †
- Diane Baker - The Prize
- Joan Greenwood - Tom Jones
- Wendy Hiller - Toys in the Attic
- Linda Marsh - America, America
- Patricia Neal - Hud
- Liselotte Pulver - A Global Affair
- Lilia Skala - Lilies of the Field vai Mother Maria

1964: Agnes Moorehead - Hush… Hush, Sweet Charlotte vai Velma Cruther
- Elizabeth Ashley – The Carpetbaggers
- Grayson Hall – The Night of the Iguana
- Lila Kedrova – Zorba the Greek (Alexis Zorbas) vai Madame Hortense †
- Ann Sothern – The Best Man

1965: Ruth Gordon - Inside Daisy Clover vai The Dealer/Mrs. Clover
- Joan Blondell - The Cincinnati Kid
- Joyce Redman - Othello vai Emilia
- Thelma Ritter - Boeing (707) Boeing (707)
- Peggy Wood - The Sound of Music vai Mẹ Bề trên Nữ tu viện

1966: Jocelyne LaGarde - Hawaii vai Queen Malama
- Sandy Dennis - Who's Afraid of Virginia Woolf? +
- Wendy Hiller - A Man for All Seasons

1967: Carol Channing - Thoroughly Modern Millie
- Quentin Dean - In the Heat of the Night
- Lilian Gish - The Comedians
- Lee Grant - In the Heat of the Night
- Prunella Ransome - Far from the Madding Crowd
- Beah Richards - Guess Who's Coming to Dinner vai Mrs. Prentice

1968: Ruth Gordon - Rosemary's Baby vai Minnie Castevet †
- Barbara Hancock - Finian's Rainbow
- Abbey Lincoln - For Love of Ivy
- Sondra Locke - The Heart Is a Lonely Hunter vai Mick
- Jane Merrow - The Lion in Winter

1969: Goldie Hawn - Cactus Flower vai Toni Simmons †
- Marianne McAndrew - Hello, Dolly!
- Sian Phillips - Goodbye, Mr. Chips
- Brenda Vaccaro - Midnight Cowboy
- Susannah York - They Shoot Horses, Don't They?

### Thập niên 1970
1970: Karen Black - Five Easy Pieces vai Rayette Dipesto and

1970: Maureen Stapleton - Airport vai Inez Guerrero
- Tina Chen - The Hawaiians
- Lee Grant - The Landlord vai Joyce Enders
- Sally Kellerman - M*A*S*H vai Margaret O'Houlihan

1971:  Ann-Margret - Carnal Knowledge vai Bobbie
- Ellen Burstyn - The Last Picture Show vai Lois Farrow
- Cloris Leachman - The Last Picture Show vai Ruth Popper †
- Diana Rigg - The Hospital
- Maureen Stapleton - Plaza Suite

1972: Shelley Winters - The Poseidon Adventure vai Belle Rosen
- Marisa Berenson - Cabaret
- Jeannie Berlin - The Heartbreak Kid
- Helena Kallianiotes - Kansas City Bomber
- Geraldine Page - Pete 'n' Tillie

1973: Linda Blair - The Exorcist vai Regan MacNeil
- Valentina Cortese - Day for Night (La nuit américaine)
- Madeline Kahn - Paper Moon vai Trixie Delight
- Kate Reid - A Delicate Balance
- Sylvia Sidney - Summer Wishes, Winter Dreams

1974: Karen Black - The Great Gatsby ‡
- Beatrice Arthur - Mame
- Diane Ladd - Alice Doesn't Live Here Anymore
- Jennifer Jones - The Towering Inferno
- Madeline Kahn - Young Frankenstein

1975: Brenda Vaccaro - Jacqueline Susann's Once Is Not Enough
- Ronee Blakley - Nashville vai Barbara Jean
- Geraldine Chaplin - Nashville
- Lee Grant - Shampoo vai Felicia Carp †
- Barbara Harris - Nashville
- Lily Tomlin - Nashville vai Linnea Reese

1976:  Katharine Ross - Voyage of the Damned ‡
- Lee Grant - Voyage of the Damned
- Marthe Keller - Marathon Man
- Piper Laurie - Carrie vai Margaret White
- Bernadette Peters - Silent Movie
- Shelley Winters - Next Stop, Greenwich Village

1977: Vanessa Redgrave - Julia vai Julia †
- Ann-Margret - Joseph Andrews
- Joan Blondell - Opening Night
- Leslie Browne - The Turning Point vai Emilia Rodgers
- Quinn Cummings - The Goodbye Girl
- Lilia Skala - Roseland

1978: Dyan Cannon - Heaven Can Wait
- Carol Burnett - A Wedding
- Maureen Stapleton - Interiors
- Meryl Streep - The Deer Hunter vai Linda
- Mona Washbourne - Stevie

1979: Meryl Streep - Kramer vs. Kramer vai Joanna Kramer †
- Jane Alexander - Kramer vs. Kramer vai Margaret Phelps
- Kathleen Beller - Promises in the Dark
- Candice Bergen - Starting Over
- Valerie Harper - Chapter Two

### Thập niên 1980
1980: Mary Steenburgen - Melvin and Howard vai Lynda Dummar †
- Lucie Arnaz - The Jazz Singer
- Beverly D'Angelo - Coal Miner's Daughter
- Cathy Moriarty - Raging Bull
- Debra Winger - Urban Cowboy

1981: Joan Hackett - Only When I Laugh vai Toby
- Jane Fonda - On Golden Pond vai Chelsea Thayer Wayne
- Kristy McNichol - Only When I Laugh
- Maureen Stapleton - Reds vai Emma Goldman †
- Mary Steenburgen - Ragtime vai Evelyn Nesbit

1982: Jessica Lange - Tootsie vai Julie Nichols †
- Cher - Come Back to the Five and Dime, Jimmy Dean, Jimmy Dean
- Lainie Kazan - My Favorite Year
- Kim Stanley - Frances vai Lillian Farmer
- Lesley Ann Warren - Victor/Victoria vai Norma Cassady

1983: Cher - Silkwood vai Dolly Pelliker
- Barbara Carrera - Never Say Never Again
- Tess Harper - Tender Mercies
- Linda Hunt - The Year of Living Dangerously vai Billy Kwan †
- Joanna Pacula - Gorky Park

1984: Peggy Ashcroft - A Passage to India †
- Drew Barrymore - Irreconcilable Differences
- Kim Basinger - The Natural
- Jacqueline Bisset - Under the Volcano
- Melanie Griffith - Body Double
- Christine Lahti - Swing Shift
- Lesley Ann Warren - Songwriter

1985: Meg Tilly - Agnes of God vai Sister Agnes
- Sonia Braga - Kiss of the Spider Woman
- Anjelica Huston - Prizzi's Honor vai Maerose Prizzi †
- Amy Madigan - Twice in a Lifetime
- Kelly McGillis - Witness
- Oprah Winfrey - The Color Purple vai Sofia

1986: Maggie Smith - A Room with a View
- Linda Kozlowski - Crocodile Dundee
- Mary Elizabeth Mastrantonio - The Color of Money
- Cathy Tyson - Mona Lisa
- Dianne Wiest - Hannah and Her Sisters vai Holly †

1987: Olympia Dukakis - Moonstruck vai Rose Castorini †
- Norma Aleandro - Gaby: A True Story
- Anne Archer - Fatal Attraction vai Beth Gallagher
- Anne Ramsey - Throw Momma from the Train
- Vanessa Redgrave - Prick Up Your Ears

1988: Sigourney Weaver - Working Girl vai Katharine Parker
- Sonia Braga - Moon Over Parador
- Barbara Hershey - The Last Temptation of Christ
- Lena Olin - The Unbearable Lightness of Being
- Diane Venora - Bird

1989: Julia Roberts - Steel Magnolias vai Shelby Eatenton Latcherie
- Laura San Giacomo - sex, lies, and videotape
- Bridget Fonda - Scandal
- Brenda Fricker - My Left Foot vai Mrs. Brown †
- Dianne Wiest - Parenthood vai Helen Buckman

### Thập niên 1990
1990: Whoopi Goldberg – Ghost vai Oda Mae Brown †
- Lorraine Bracco – Goodfellas vai Karen Hill
- Diane Ladd – Wild at Heart vai Marietta Fortune
- Shirley MacLaine – Postcards from the Edge
- Mary McDonnell – Dances with Wolves vai Stands With a Fist
- Winona Ryder – Mermaids

1991: Mercedes Ruehl – The Fisher King vai Anne Napolitano †
- Nicole Kidman – Billy Bathgate
- Diane Ladd – Rambling Rose vai người mẹ
- Juliette Lewis – Cape Fear vai Danielle Bowden
- Jessica Tandy – Fried Green Tomatoes vai Ninny Threadgoode

1992: Joan Plowright – Enchanted April vai Mrs. Fisher
- Geraldine Chaplin – Chaplin vai Hannah Chaplin
- Judy Davis – Husbands and Wives vai Sally
- Miranda Richardson – Damage vai Ingrid Fleming
- Alfre Woodard – Passion Fish vai Chantelle

1993: Winona Ryder – The Age of Innocence vai May Welland
- Penelope Ann Miller – Carlito's Way vai Gail
- Rosie Perez – Fearless vai Carla Rodrigo
- Anna Paquin – The Piano vai Flora McGrath †
- Emma Thompson – In the Name of the Father vai Gareth Peirce

1994: Dianne Wiest – Bullets Over Broadway vai Helen Sinclair †
- Kirsten Dunst – Interview with the Vampire
- Sophia Loren – Prêt-à-Porter
- Robin Wright Penn – Forrest Gump vai Jenny Curran Gump
- Uma Thurman – Pulp Fiction vai Mia Wallace

1995: Mira Sorvino – Mighty Aphrodite vai Linda Ash †
- Anjelica Huston – The Crossing Guard
- Kathleen Quinlan – Apollo 13
- Kyra Sedgwick – Something to Talk About
- Kate Winslet – Sense and Sensibility vai Marianne Dashwood

1996: Lauren Bacall – The Mirror Has Two Faces vai Hannah Morgan
- Joan Allen – The Crucible vai Elizabeth Proctor
- Juliette Binoche – The English Patient vai Hana †
- Barbara Hershey – The Portrait of a Lady
- Marianne Jean-Baptiste – Secrets & Lies vai Hortense Cumberbatch
- Marion Ross – The Evening Star

1997: Kim Basinger – L.A. Confidential †
- Joan Cusack – In & Out
- Julianne Moore – Boogie Nights vai Amber Waves
- Gloria Stuart – Titanic vai Old Rose
- Sigourney Weaver – The Ice Storm

1998: Lynn Redgrave – Gods and Monsters vai Hanna
- Kathy Bates – Primary Colors vai Libby Holden
- Brenda Blethyn – Little Voice vai Mari Hoff
- Judi Dench – Shakespeare in Love vai Queen Elizabeth I †
- Sharon Stone – The Mighty vai Gwen Dillon

1999: Angelina Jolie – Girl, Interrupted vai Lisa Rowe †
- Chloë Sevigny – Boys Don't Cry vai Lana Tisedale
- Natalie Portman – Anywhere but Here vai Ann August
- Samantha Morton – Sweet and Lowdown vai Hattie
- Cameron Diaz – Being John Malkovich vai Lotte Schwartz
- Catherine Keener – Being John Malkovich vai Maxine Lund

### Thập niên 2000
2000: Kate Hudson – Almost Famous vai Penny Lane
- Judi Dench – Chocolat vai Armande Voizin
- Frances McDormand – Almost Famous vai Elaine Miller
- Julie Walters – Billy Elliot vai Mrs. Wilkinson
- Catherine Zeta-Jones – Traffic vai Helena Ayala

2001: Jennifer Connelly – A Beautiful Mind vai Alicia Nash †
- Cameron Diaz – Vanilla Sky vai Julie Gianni
- Helen Mirren – Gosford Park vai Mrs. Wilson
- Maggie Smith – Gosford Park vai Constance, Countess of Trentham
- Marisa Tomei – In the Bedroom vai Natalie Strout
- Kate Winslet – Iris vai Iris Murdoch (young)

2002: Meryl Streep – Adaptation. vai Susan Orlean
- Cameron Diaz – Gangs of New York vai Jenny Everdeane
- Kathy Bates – About Schmidt vai Roberta Hertzel
- Queen Latifah – Chicago vai Matron "Mama" Morton
- Susan Sarandon – Igby Goes Down vai Mimi Slocumb

2003: Renée Zellweger – Cold Mountain vai Ruby Thewes †
- Maria Bello – The Cooler vai Natalie Belisario
- Patricia Clarkson – Pieces of April vai Joy Burns
- Hope Davis – American Splendor vai Joyce Brabner
- Holly Hunter – thirteen vai Melanie "Mel" Freeland

2004: Natalie Portman – Closer vai Alice Ayres
- Cate Blanchett – The Aviator vai Katharine Hepburn †
- Laura Linney – Kinsey vai Clara McMillen
- Virginia Madsen – Sideways vai Maya Randall
- Meryl Streep – The Manchurian Candidate vai Eleanor Shaw

2005: Rachel Weisz – The Constant Gardener vai Tessa Quayle †
- Scarlett Johansson – Match Point vai Nola Rice
- Shirley MacLaine – In Her Shoes vai Ella Hirsch
- Frances McDormand – North Country vai Glory Dodge
- Michelle Williams – Brokeback Mountain vai Alma Beers del Mar

2006: Jennifer Hudson – Dreamgirls vai Effie White †
- Adriana Barraza – Babel vai Amelia
- Cate Blanchett – Notes on a Scandal vai Sheba Hart
- Emily Blunt – The Devil Wears Prada vai Emily Charlton
- Rinko Kikuchi – Babel vai Chieko

2007: Cate Blanchett – I'm Not There vai Jude Quinn
- Julia Roberts – Charlie Wilson's War vai Joanne Herring
- Saoirse Ronan – Atonement vai Briony Tallis (age 13)
- Amy Ryan – Gone Baby Gone vai Helene McCready
- Tilda Swinton – Michael Clayton vai Karen Crowder †

2008: Kate Winslet – The Reader vai Hanna Schmitz
- Amy Adams – Doubt vai Sister James
- Penélope Cruz – Vicky Cristina Barcelona vai María Elena
- Viola Davis – Doubt vai Mrs. Miller
- Marisa Tomei – The Wrestler vai Cassidy

2009: Mo'Nique – Precious vai Mary Lee Johnston
- Penelope Cruz – Nine vai Carla Albanese
- Vera Farmiga – Up in the Air vai Alex Goran
- Anna Kendrick – Up in the Air vai Natalie Keener
- Julianne Moore – A Single Man vai Charley

### Thập niên 2010
| Năm  | Diễn viên              | Vai diễn               | Phim                 |
| ---- | ---------------------- | ---------------------- | -------------------- |
| 2010 | Melissa Leo †          | Alice Ward             | The Fighter          |
| 2010 | Amy Adams ‡            | Charlene Fleming       | The Fighter          |
| 2010 | Helena Bonham Carter ‡ | Queen Elizabeth        | The King's Speech    |
| 2010 | Mila Kunis             | Lily / The Black Swan  | Black Swan           |
| 2010 | Jacki Weaver ‡         | Janine "Smurf" Cody    | Animal Kingdom       |
| 2011 | Octavia Spencer †      | Minny Jackson          | The Help             |
| 2011 | Bérénice Bejo ‡        | Peppy Miller           | The Artist           |
| 2011 | Jessica Chastain ‡     | Celia Foote            | The Help             |
| 2011 | Janet McTeer ‡         | Hubert Page            | Albert Nobbs         |
| 2011 | Shailene Woodley       | Alexandra "Alex" King  | The Descendants      |
| 2012 | Anne Hathaway †        | Fantine                | Les Misérables       |
| 2012 | Amy Adams ‡            | Peggy Dodd             | The Master           |
| 2012 | Sally Field ‡          | Mary Todd Lincoln      | Lincoln              |
| 2012 | Helen Hunt ‡           | Cheryl Cohen-Greene    | The Sessions         |
| 2012 | Nicole Kidman          | Charlotte Bless        | The Paperboy         |
| 2013 | Jennifer Lawrence ‡    | Rosalyn Rosenfeld      | American Hustle      |
| 2013 | Sally Hawkins ‡        | Ginger                 | Blue Jasmine         |
| 2013 | Lupita Nyong'o †       | Patsey                 | 12 Years a Slave     |
| 2013 | Julia Roberts ‡        | Barbara Weston-Fordham | August: Osage County |
| 2013 | June Squibb ‡          | Kate Grant             | Nebraska             |
| 2014 | Patricia Arquette      | Olivia Evans           | Boyhood              |
| 2014 | Jessica Chastain       | Anna Morales           | A Most Violent Year  |
| 2014 | Keira Knightley        | Joan Clarke            | The Imitation Game   |
| 2014 | Emma Stone             | Sam Thomson            | Birdman              |
| 2014 | Meryl Streep           | The Witch              | Into the Woods       |

Ghi chú: 
- "†" chỉ người cũng đoạt giải Oscar.
- "‡" chỉ người đoạt giải Quả cầu vàng, nhưng không được đề cử cho giải Oscar.